# Bromus pumilio
Espèce
Bromus pumilio (synonyme : Boissiera squarrosa) est une espèce de plantes monocotylédones  de la famille des Poaceae, sous-famille des Pooideae, originaire de l'Ancien Monde.

## Synonymes
Selon Catalogue of Life (5 octobre 2016) :
- Boissiera bromoides Hochst. ex Steud., nom. superfl.
- Boissiera bromoides var. glabriflora Boiss.
- Boissiera pumilio (Trin.) Stapf
- Boissiera squarrosa (Banks & Sol.) Nevski
- Boissiera squarrosa var. glabriflora (Boiss.) Bor
- Euraphis pumilio (Trin.) Kuntze
- Euraphis squarrosa (Banks & Sol.) Soják
- Pappophorum pumilio Trin. (basionyme)
- Pappophorum sinaicum Trin.
- Pappophorum squarrosum Banks & Sol.